# Eneodes viridulus
Eneodes viridulus är en skalbaggsart som beskrevs av Fisher 1942. Eneodes viridulus ingår i släktet Eneodes och familjen långhorningar.
Artens utbredningsområde är Kuba. Inga underarter finns listade i Catalogue of Life.